# Bernard Lietaer
Bernard Lietaer (Lauwe, Bélgica, 7 de febrero de 1942-Alemania, 4 de febrero de 2019) fue un ingeniero civil, economista y escritor belga. Estudioso del sistema monetario, promovió la idea de que las comunidades pueden beneficiarse creando su moneda local o complementaria, circulando paralela a la moneda nacional. Durante sus estudios en Lovaina fue miembro del Conferencia Olivaint de Bélgica.

## Obra en español
- Lietaer, Bernard; Kennedy, Margrit; Rogers, John (2015). El dinero de la gente (1ª edición). España: Icaria. p. 309. ISBN 978-84-9888-637-5.
- Lietaer, Bernard; Kennedy, Margrit (2010). Monedas regionales (1ª edición). España: La Hidra de Lerna Ediciones. p. 236. ISBN 978-84-613-8599-7.
- Lietaer, Bernard (2005). El Futuro del Dinero (1ª edición). Buenos Aires: Longseller. pp. 511. ISBN 978-9875506251.

## Obra en inglés y en alemán
- Financial Management of Foreign Exchange. An Operational Technique to Reduce Risk. M.I.T. Press, Cambridge (Mass.) 1971, ISBN 0262120399
- Short-term Planning Models. In: Studies in Management Science and Systems. Band 2. North Holland Publishing Co. 1975
- Europe + Latin America + the Multinationals. A Positive Sum Game for the Exchange of Raw Materials and Technology in the 1980s. Saxon House, Londres 1979, ISBN 0566002213
- The Future of Money: Creating New Wealth, Work and a Wiser World. Random House, Londres 2001, ISBN 0712699910
  - Das Geld der Zukunft. Über die destruktive Wirkung des existierenden Geldsystems und die Entwicklung von Komplementärwährungen. Riemann, Múnich 1999, ISBN 3-570-50008-X
- Mysterium Geld. Emotionale Bedeutung und Wirkungsweise eines Tabus. Riemann, Múnich 2000, ISBN 3-570-50009-8
- Die Alchemie des Geldes. In: Tattva Viveka. 15 de noviembre de 2000
- Die Welt des Geldes. Das Aufklärungsbuch. Arena, Würzburg 2001, ISBN 3-401-05287-X
- con Margrit Kennedy: Regionalwährungen. Neue Wege zu nachhaltigem Wohlstand. Riemann, Múnich 2004, ISBN 3-570-50052-7
- con Stephen Belgin: Of Human Wealth: Beyond Greed and Scarcity. Human Wealth Books and Talk, 2004, ISBN 0974584800
- con Robert Ulanowicz & Sally Goerner: Options for Managing a Systemic Banking Crisis. En: Sapiens-Revues. vol. 2, N.º 1, marzo de 2009
- con Gwendolyn Hallsmith: Creating Wealth: Growing Local Economies with Local Currencies. New Society Publ. 2011, ISBN 0865716676
- con Stephen Belgin: New Money for a New World. Qiterra Press, 2011[3]
- con Helga Preuss, Marek Hudon, Kristof de Spiegeleer, Dieter Legat & Cary Sherburne: Towards a sustainable world. Delta Institute - Dieter Legat E.U. 2019, ISBN 978-3-2000-6527-7